# متکا اسپراوچ
متکا اسپراوچ (به انگلیسی: Metka Sparavec) (زادهٔ ۹ دسامبر ۱۹۷۸) شناگر اهل اسلوونی است.